# سليلة مخاطية
السليلة المخاطية أو القيلة المخاطية (بالإنجليزية: Mucocele)‏ هي أي توسع والذي يكون عادة مرضيا مع تجمع مخاط.

## أمثلة
- قيلة الفم المخاطية
- قيلة قمة العظم الصخري
- قيلة الجيوب الأنفية
- قيلة الزائدة الدودية
- قيلة كيس الصفراء

## التشخيص
يمكن تشخيص السليلة المخاطية السطحية من مظهرها وشكلها فقط. يحتاج المريض أحيانا لتصوير تشخيصي طبي وخزعة بالإبرة.
تظهر القيلة المخاطية بواسطة الأشعة المقطعية بشكل منتظم، معع تخفيف بحدود 10 إلى 18 وحدة على مقياس هاونسفيلد.